# Fulton (Missouri)
Fulton is een plaats (city) in de Amerikaanse staat Missouri, en valt bestuurlijk gezien onder Callaway County.
De plaats is bekend door de Fultonspeech van Winston Churchill in 1946 in wat nu het National Churchill Museum is.

## Demografie
Bij de volkstelling in 2000 werd het aantal inwoners vastgesteld op 12.128.
In 2006 is het aantal inwoners door het United States Census Bureau geschat op 12.324, een stijging van 196 (1,6%).

## Geografie
Volgens het United States Census Bureau beslaat de plaats een oppervlakte van
29,4 km², waarvan 29,3 km² land en 0,1 km² water. Fulton ligt op ongeveer 240 m boven zeeniveau.

## Plaatsen in de nabije omgeving
De onderstaande figuur toont nabijgelegen plaatsen in een straal van 24 km rond Fulton.

## Geboren
- Helen Stephens (1918 - 1994), atlete